# Enrique Galbis
Enrique Galbis Monllor (Alicante, 16 giugno 1925 – Alicante, 30 novembre 1996) è stato un calciatore spagnolo.

## Carriera
In attività giocava come centrocampista. Con il Granada vinse un campionato di Segunda División.

## Palmarès

### Calciatore

#### Competizioni nazionali
- Segunda División (Spagna): 1

Granada: 1956-1957